# Hiba Kamal Abu Nada
Hiba Kamal Abu Nada (La Meca, 24 de junio de 1991 - Jan Yunis, Franja de Gaza, 20 de octubre de 2023) fue una poetisa, novelista, bioquímica, nutricionista, activista feminista y colaboradora de Wikipedia de nacionalidad palestina.

## Biografía
Abu Nada nació en 1991 en La Meca, Arabia Saudita, provenía de una familia refugiada durante la Nakba, como se le denomina al desplazamiento forzado de palestinos a causa de la ocupación israelí en 1948. 
Abu Nada estudió bioquímica en la Universidad Islámica de Gaza, donde ejerció como profesora y completó una maestría en nutrición clínica. En 2021, se ofreció como voluntaria en la enciclopedia virtual de Wikipedia a través de un programa a distancia llamado WikiWrites, siendo correctora lingüística de artículos previos a su publicación.
En 2017, ganó el premio Sharjah a la Creatividad Árabe por su novela El oxígeno no es para los muertos (En árabe: الأكسجين ليس للموتى -transcrito en alfabeto latino como: al-Uksujīn laysa lil-mawtā). 
Abu Nada murió el 20 de octubre de 2023 a la edad de 32 años, en su casa de Jan Yunis, en la franja de Gaza, a causa de un bombardeo por parte de las fuerzas israelíes.
Un día antes de morir, escribió:

«Si morimos, sepan que estamos satisfechos y firmes, y digan al mundo, en nuestro nombre, que somos personas justas/del lado de la verdad».

También un día antes de su muerte escribió un poema sobre la guerra en Gaza.